# Radar de apertura sintética

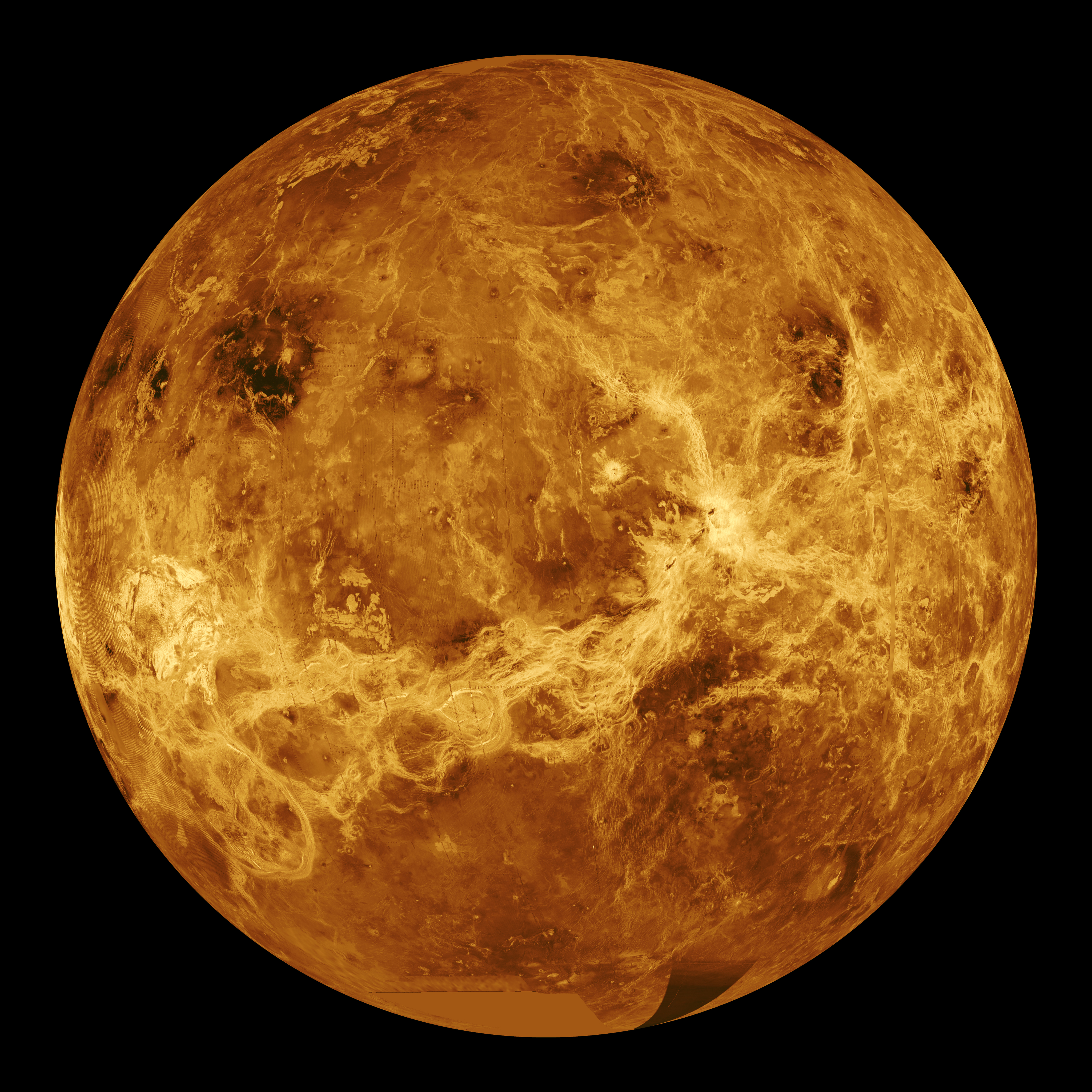
Imagen de la superficie de Venus cartografiada por el SAR de la sonda Magallanes.

Un Radar de Apertura Sintética (acrónimo SAR, del inglés Synthetic Aperture Radar) es un tipo de sistema radar. Consiste en procesar mediante algoritmos la información capturada por la antena del radar. Este procesado busca combinar la información obtenida en varios barridos de la antena para recrear un solo "barrido virtual". Al final el sistema radar proporciona el mismo rendimiento que daría si estuviese equipado con una antena mucho más grande y directiva que la que tiene en realidad. Su uso se limitaba, en su creación, a casos en los que el radar estaba en movimiento y los blancos relativamente inmóviles (aviones). También se ha usado profusamente en aplicaciones de teledetección y en cartografía.

## Funcionamiento básico

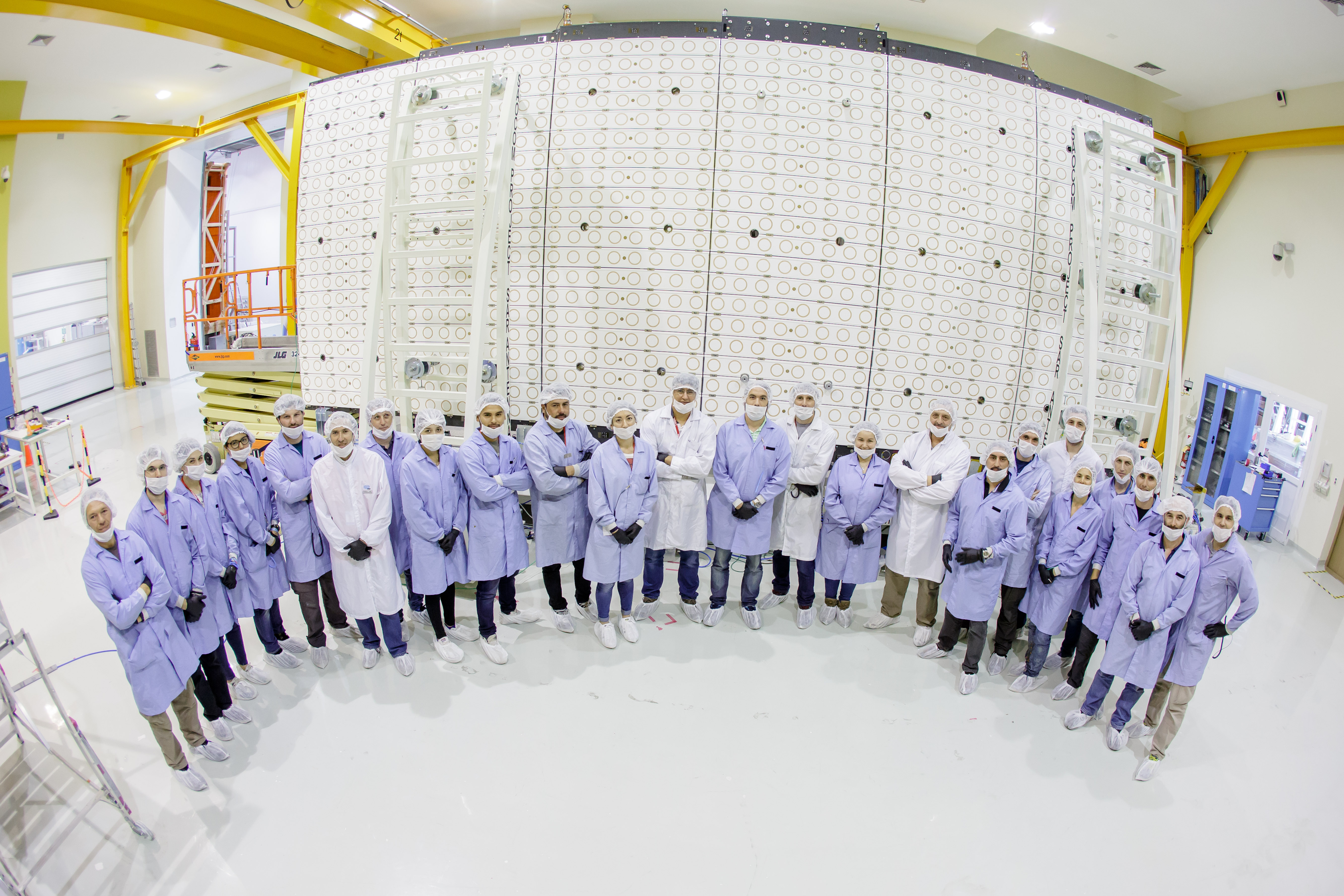
Antena SAR de los satélites SAOCOM.

En una aplicación SAR típica se acopla una antena de radar en un lateral del fuselaje de una aeronave. Debido a los fenómenos de difracción, para obtener un haz de radiación estrecho se necesitaría una antena muy grande, que evidentemente no puede ser instalada en un avión. Por tanto, los pulsos emitidos por el radar del avión serán anchos. El sistema se configura de tal manera que el pulso sea ancho en la dirección vertical: típicamente iluminará el terreno desde inmediatamente debajo del avión hasta el horizonte. 
Si el terreno es aproximadamente plano, el tiempo que tardan en llegar los diferentes ecos permite distinguir puntos del terreno situados a diferentes distancias en la línea de trayectoria de la nave: si el eco tarda "t" s en volver a la antena, sabremos que ha sido reflejado por un punto situado aproximadamente a una distancia {\displaystyle r={c\cdot t \over 2}}, donde "c" es la velocidad de la luz. Distinguir puntos a lo largo de la trayectoria del avión es difícil con una antena pequeña. Sin embargo, si se va guardando información de amplitud y fase de cada señal reflejada en un determinado punto del terreno y la nave va emitiendo una ráfaga de pulsos a medida que avanza, entonces será posible combinar los resultados de dichos pulsos. En resumen: una antena pequeña emite una serie de pulsos consecutivos, recibe una serie de ecos y los combina de modo que parezca que es una sola observación (simultánea) de una antena grande. Se ha creado una "apertura sintética" mucho más grande que la longitud real de la antena y de hecho mucho más grande que el propio avión.
Combinar las series de observaciones es computacionalmente muy costoso. Normalmente no se hace a bordo del avión, sino que las observaciones se mandan a estaciones terrestres y allí se combinan usando técnicas basadas en transformadas de Fourier. El resultado es un "mapa de reflectividad radar". De cada punto del terreno se sabrá cómo distorsiona la amplitud y la fase del pulso. En las aplicaciones más simples la información de fase se desecha. A partir de la información de amplitud se pueden extraer multitud de datos sobre la superficie. Estos mapas no son fáciles de interpretar. En la actualidad se está recopilando información experimental resultado de sobrevolar con vuelos de prueba terrenos ya conocidos.
Antes de que hubiese ordenadores rápidos, el postprocesado se hacía usando técnicas holográficas.

## Más operaciones complejas

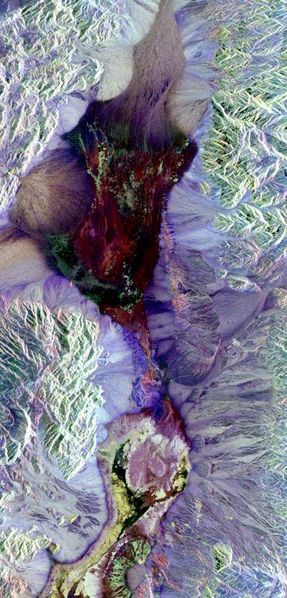
Imagen SAR del valle de la Muerte coloreada, en falso, con polarimetría.

El diseño básico del sistema SAR puede mejorarse de varias maneras para recolectar más información.  Muchos de esos métodos usan los mismos principios básicos de combinar muchos pulsos para formar la apertura sintética, aunque puede necesitar antenas adicionales o procesado significativo adicional.

### Polarimetría
Las ondas de radar tienen una polarización.  Diferentes materiales reflejan las ondas de radar con diferentes intensidades, pero los materiales anisotrópicos tales como pasto frecuentemente reflejan diferentes polarizaciones con diferentes intensidades.  Algunos materiales también convierten una polarización en otras.  Emitiendo una mezcla de polarizaciones y usando antenas receptoras con una polarización específica, varias imágenes diferentes pueden recolectarse de la misma serie de pulsos.  Frecuentemente tales tres imágenes se usan para los tres canales de color de la imagen sintetizada.  La interpretación de los colores resultantes requieren numerosos ensayos con materiales conocidos. 
Los nuevos desarrollos en polarimetría también incluyen la utilización de los cambios en los retornos aleatorios de polarización de algunas superficies (pasto, o arena),  entre dos imágenes de la misma locación en diferentes puntos temporales para determinar donde hay cambios no visibles a los sistemas ópticos. Ejemplos: tunelaje subterráneo,  caminos de vehículos conduciendo a través del área de imágenes.

### Interferometría
En vez de desechar los datos de fase, puede extraerse de ella más información. Si dos observaciones del mismo terreno de muy similares posiciones están disponibles, la síntesis de apertura puede formarse para obtener una resolución similar a la que podría obtenerse con un sistema de Radar con dimensiones iguales a la separación de las dos mediciones. Esta técnica se llama interferometría SAR o InSAR.
Si las dos muestras se obtienen simultáneamente (quizás porque hay dos antenas en la misma aeronave, con cierta distancia entre ellas), luego cualquier diferencia de fase contendrá información acerca del ángulo de dónde el eco del radar retornó. Combinando esto con la información de la distancia, se puede determinar la posición en tres dimensiones del píxel de la imagen. En otras palabras, se puede extraer la altitud del terreno como reflectividad radárica, produciendo un modelo digital de elevación (DEM) con una simple pasada de aeroplano. Una aplicación aérea en Canada Centre for Remote Sensing es capaz de generar mapas digitales de elevación con resolución de 5 m y errores de altitud en el orden de 5 m. Este método fue usado en 2000 por IFSAR para mapear muchas regiones de la superficie de la Tierra con una precisión sin precedentes desde el Shuttle.
Si las dos muestras están separadas en tiempo, quizás de dos diferentes vuelos sobre el mismo terreno, hay dos posibles fuentes de desfase. La primera es la altitud del terreno, como se discute arriba. La segunda es el movimiento del terreno: si el terreno se ha desviado entre observaciones, devolverá una fase diferente. El desfase necesario para causar una diferencia de fase significativa es del orden de la longitud de onda usada. Esto significa que si el terreno cambia por cm, se podrá detectar en la imagen generada (se necesita un mapa de elevación digital para poder separar las dos clases de diferencia de fase; puede que se necesite un tercer paso para generar uno). 
Este segundo método ofrece una poderosa herramienta en geología y en geografía. Los flujos de los glaciares pueden cartografiar en dos pasos. Se han publicado mapas que muestran la deformación del paisaje después de un terremoto menor, o de una erupción volcánica (mostrando la contracción del propio volcán por varios centímetros).

### Interferometría diferencial
La interferometría diferencial (D-InSAR) requiere adquirir al menos dos imágenes con adición de un DEM. Ese DEM puede ser obra de una medida GPS o generarse por interferometría tanto como el tiempo entre adquisición de los pares de imágenes es corto, con mínimas garantías de distorsión de imágenes de la superficie del blanco. En principio, con tres imágenes del área terrestre, con similar geometría de adquisición de imágenes, es frecuentemente adecuado para D-InSar. El principio para detectar movimiento en el terreno es bien simple: el interferograma se crea de las dos primeras imágenes; esto es también llamado "interferograma de referencia" o "interferograma topográfico". Un segundo interferograma se crea para capturar topografía + distorsión. Restando lo último del "interferograma de referencia" pueden revelarse orlas diferenciales, indicando movimiento. Esta descripción de técnica de generar tres imágenes D-InSAR es llamada 3-pasos o "método de la doble diferencia.
Las bandas diferenciales que permanecen como "irregularidades" en el interferograma diferencial son resultado de los cambios en el rango SAR range por cualquier desplazamiento de puntos del terreno de un interferograma al siguiente. En el interferograma diferencial, cada orla es directamente proporcional a la longitud de onda del SAR, que es de cerca de 56 mm en el ERS y en RADARSAT de ciclo de fase simple. El desplazamiento de superficie para la dirección de enfoque de un satélite, causa un incremento en la diferencia de paso (traducido a fase). Ya que la señal va de la antena SAR al blanco y retorna de nuevo, el desplazamiento medido es dos veces la unidad de longitud de onda. Esto significa en interferometría diferencial un ciclo de onda -pi a +pi o una longitud de onda que corresponde al desplazamiento relativo de la antena SAR 
de solo media long. de onda (28 mm). Hay varias publicaciones en la medida del movimiento de subsidencia, análisis de estabilidad de la pendiente, capas de paisaje, movimientos de glaciares, etc. 
con la herramienta D-InSAR. Más avances con esta técnica es el uso de la interferometría diferencial, del satélite SAR con pasadas ascendentes y descendentes, usadas para estimar movimiento en 3-D del terreno. Los estudios en esta área muestran medidas seguras de movimiento de la superficie 3-D con certezas comparables a las lecturas con GPS.
También se puede utilizar imágenes SAR de Cosmo SkyMed.

### Ultrabanda ancha SAR
Un radar normal emite pulsos con un muy estrecho rango de frecuencias. Esto coloca un límite más bajo en la longitud del pulso (y por ende, en la resolución en la dirección de la distancia) y grandemente simplifica la electrónica. La interpretación de los resultados es también facilitado porque la respuesta material debe conocerse solo en un angosto rango de frecuencias. 
El radar de ultra banda ancha emite muy cortos pulsos consistentes de un gran rango de frecuencias, de cero hasta las frecuencias de operación normal del radar. Tales pulsos alcanzan resoluciones de larga distancia, pero mucha de la información se concentra en relativamente bajas frecuencias (con largas longitudes de ondas). Tal tipo de sistemas requiere muy grandes recepciones de aperturas de modo de obtener las correspondientes altas resoluciones a lo largo del recorrido. 
La información a capturar en bajas frecuencias significa que las propiedades materiales más relevantes serán aquellas a más bajas frecuencias que las de la mayoría de los sistemas radar. En particular, tales radares pueden penetrar alguna distancia dentro del follaje y del suelo.
(Ver radar penetrante del terreno, en inglés).

## Aguzamiento del rayo Doppler
Una técnica común de los sistemas SAR es el "aguzamiento del haz Doppler, AHD". Debido a que la apertura real de la antena de radar es demasiado pequeña (comparada con la longitud de onda en usada), la energía del radar se dispersa sobre un área ancha (usualmente muchos grados de ancho en una dirección ortogonal (en ángulos rectos) a la dirección de la plataforma (aeronave). El AHD da ventaja en el movimiento de la plataforma en donde vuelve el rebote de los blancos por delante, con una señal Doppler ligeramente mayor en frecuencia; y los blancos por detrás de la plataforma retornan con una señal Doppler ligeramente menor en frecuencia. La cantidad de deriva varía con el ángulo hacia delante o detrás de la dirección orto-normal. 
Conociendo la velocidad de la plataforma, el retorno de la señal del blanco es colocada en un ángulo específico "bin" que cambia con el tiempo. Las señales son integradas sobre un tiempo y así el haz radárico es sintéticamente reducido a mucha menor apertura - o más seguramente (basado en su habilidad de distinguir más pequeñas derivas Doppler), el sistema puede manejar centenares de haces muy finos concurrentemente. Esta técnica mejora notablemente la resolución angular; sin embargo, es muy difícil mejorar con esta técnica la resolución del rango.
(Ver radar de impulsos Doppler).

## Radares modulados en la fase (compresión de pulsos)
Una técnica común de muchos sistemas de RADAR (encontrados usualmente también en sistemas SAR) es "modular la fase" de la señal. En un radar "faseado", el pulso es generado para ser mucho más grande. Pulsos más grandes permiten emitir más energía, y por ende recibir también más, mejorando la resolución del rango. En un radar faseado, estos pulsos más grandes también tienen una desviación de frecuencia durante el pulsado (en función del faseado o de la deriva de frecuencia). Cuando una señal de estas características de "señal faseada" retorna, deberá ser correlacionada con los pulsos enviados. Clásicamente, en sistemas análogos, pasa a un aparato de retardo dispersivo (frecuentemente a un equipo de SAW) con la propiedad de variar velocidad de propagación basándose en las frecuencias. Esta técnica "comprime" el pulso en tiempo - haciendo el efecto de un pulso mucho más corto (con mejora de la resolución de rango) mientras agrega el beneficio de longitudes de pulso más grandes (mucha más señal de retorno). Los sistemas más nuevos usan correlación digital de pulsos para hallar el pulso de retorno en la señal.

## Recopilación de datos
Pueden recopilarse datos de alta fiabilidad, desde aeronaves volando el terreno en cuestión. En los 1980s, como un prototipo de instrumentos a volar en los "taxis espaciales" NASA Space shuttles, NASA operaba un radar de apertura sintética arriba de un Convair 990. Lamentablemente, en 1986, esta nave se estrelló. En 1988, NASA rehízo un SAR en bandas C, L, y P para volarlo en el Douglas DC-8 de la NASA. Llamado AIRSAR, voló misiones en todo el mundo hasta 2004. Otras aeronaves, como Convair 580, operó en el Centro de Canadá de Sensores Remotos hasta 1996, por razones presupuestarias. Muchas aplicaciones de exploración superficial están actualmente montadas en satélites activos de observación. Así satélites como ERS-1/2, JERS-1, Envisat ASAR, RADARSAT-1 y TerraSAR-X se lanzaron explícitamente para efectuar esa clase de observación. Sus capacidades difieren, particularmente en su soporte de interferometría, pero todos colectan tremendas cantidades de datos valiosos. El transbordador espacial también ha llevado un radar de apertura sintética en las misiones SIR-A y SIR-B de los 1980s, así como en el "Laboratorio del Radar Shuttle, SRL" en 1994 y en la Misión topográfica Radar Shuttle en 2000.

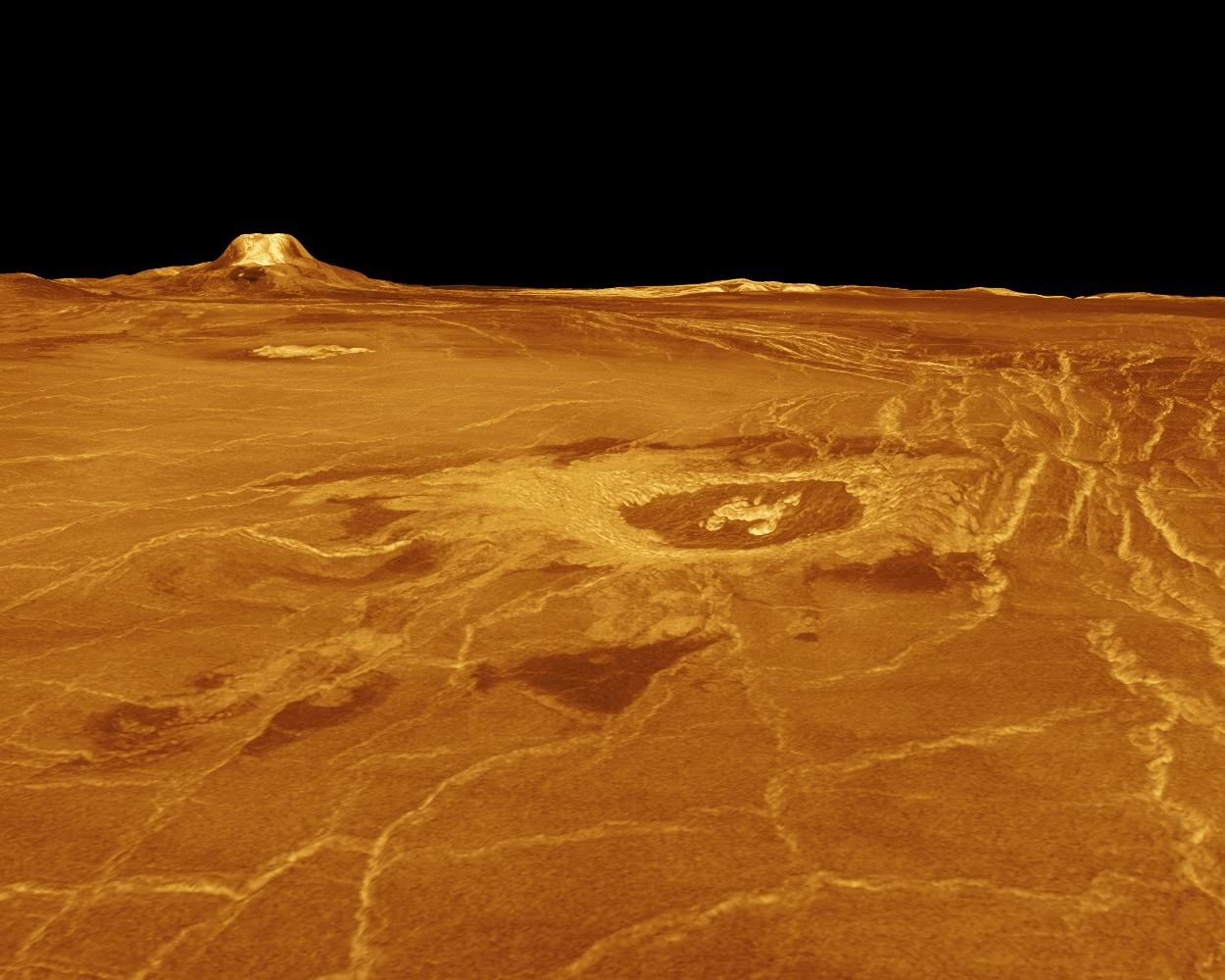
Vista en 3D de "Eistla Regio", en Venus, producida por el SAR de la sonda Magallanes.

Los Venera 15 y 16 fueron seguidos más tarde por la Magallanes (misión espacial), que cartografió la superficie de Venus durante varios años con un radar de apertura sintética.
El radar de apertura sintética fue usado por primera vez por la NASA en el Lab JPL, en el satélite oceanográfico Seasat en 1978 (esta misión también transportaba un altímetro y un difusómetro); más tarde derivó en el desarrollo  del radar de imágenes espaciales (SIR), con las misiones del "space shuttle" en 1981, 1984, 1994. La misión Cassini a Saturno usó SAR para cartografiar la superficie de la luna mayor, Titán, cuya superficie está parcialmente oculta a la inspección directa óptica por calina atmosférica.
El "Proyecto BuscaMinas" ( Archivado el 25 de diciembre de 2005 en Wayback Machine.) se diseñó para determinar si regiones con terreno minado podían ser controladas con un SAR de ultra anchos de banda, montado en un globo aerostático. Los ensayos iniciales son prometedores; el radar es capaz de detectar minas plásticas enterradas.
SAR se ha usado en radio-astronomía por muchos años simulando un radiotelescopio gigante combinando observaciones de múltiples localidades usando antenas móviles.
En 2020, Synspective lanzó un prototipo de satélite SAR de sólo 150 kg.